# 灰冠鸦雀

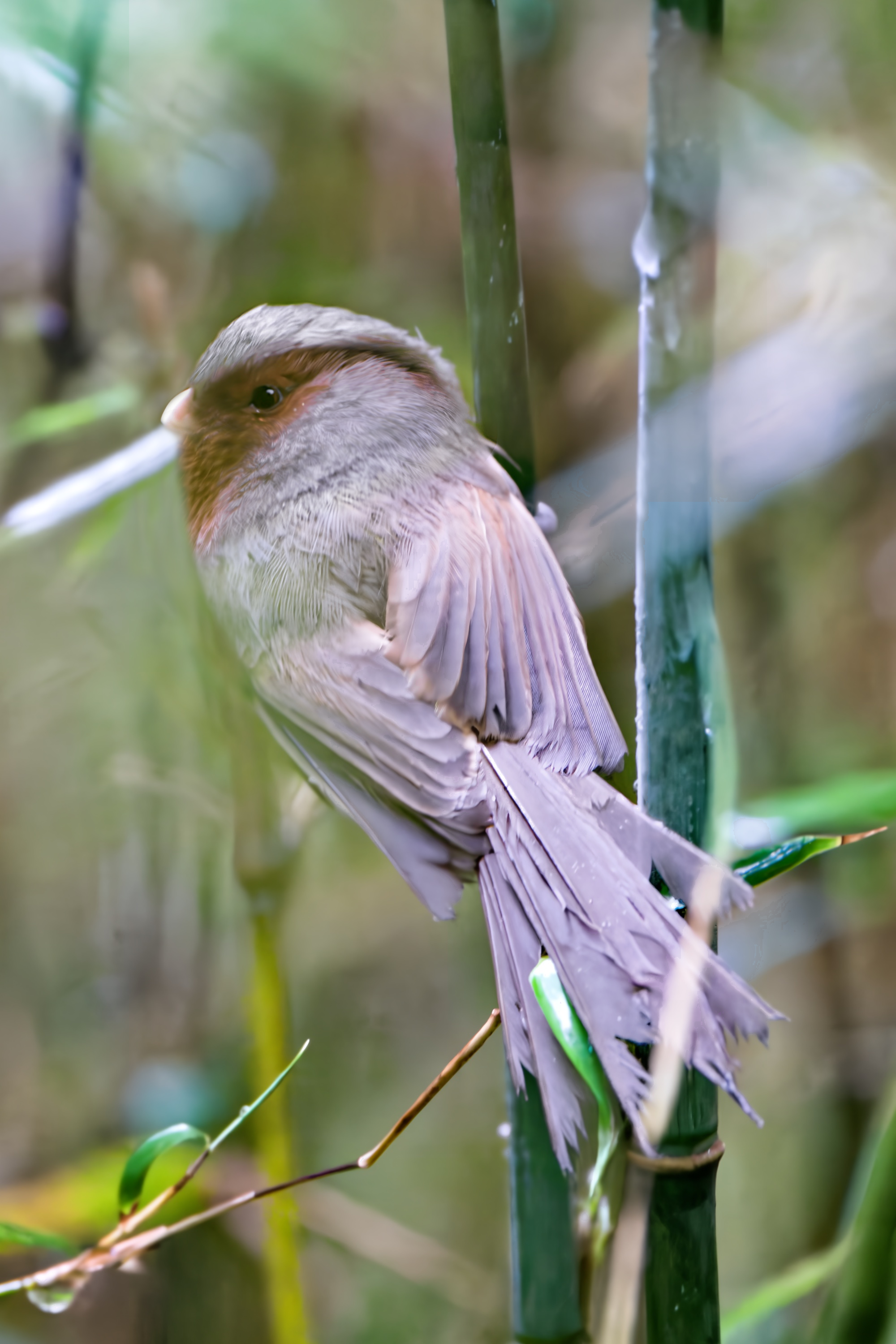
竹林中的灰冠鸦雀

灰冠鸦雀（学名：Sinosuthora przewalskii）为的鸟类，是中国的特有物种。分布于中国中南部山区（青海东南部至甘肃东南部及邻近的四川）。该物种是单型物种，没有亚种分化。该物种的模式产地在甘肃西南部。
灰冠鸦雀体重约8.5克，翼长约53.7毫米，嘴峰长约8.7毫米，喙宽度约3.4毫米，喙厚度约6.4毫米，跗蹠长约19.9毫米，尾长约70.2毫米。灰冠鸦雀在其分布区内为留鸟，其栖息在半开放的高大树木组成的森林中，为杂食性动物。